# Simone Origone
Simone Origone (né le 8 novembre 1979 à Aoste) est un skieur de vitesse italien, qui était grâce à ses records mondiaux, « l'homme non-motorisé le plus rapide du monde ». Le 23 mars 2023, le Français Simon Billy a établi un nouveau record mondial.

## Biographie
Originaire d'Ayas et moniteur de ski, ancien athlète du comité ASIVA et Guide de Haute Montagne UIAGM, il est le grand frère d'Ivan Origone. Simone a un passé sportif de skieur alpin, avec toutefois des résultats plutôt modestes.
Simone Origone commença à pratiquer le ski de vitesse en 2004, après avoir essayé, un peu par hasard avec un ami, la piste des Arcs. Il est devenu un champion de niveau international dès ses premières compétitions, en utilisant du matériel utilisé en ski alpin. Il a été membre de l'équipe italienne de ski de vitesse. À ses débuts lors d'une épreuve de la Coupe du monde, le 6 mars 2004 à Sun Peaks, il a terminé second, juste derrière le suisse Jonathan Moret. Sa première victoire, il l'a récoltée quinze jours plus tard à Breuil-Cervinia.
À partir de ce moment jusqu'à aujourd'hui, sa carrière s'est constituée d'une impressionnante série de succès : il a été champion du monde à cinq reprises (2005, 2007, 2009, 2011 et 2013) et vainqueur de la coupe du monde à huit reprises (2004, 2005, 2006, 2007, 2009, 2010, 2011, 2013), 55 podiums conquis dans les 63 épreuves disputées sur le circuit de la Coupe.

### Records du monde

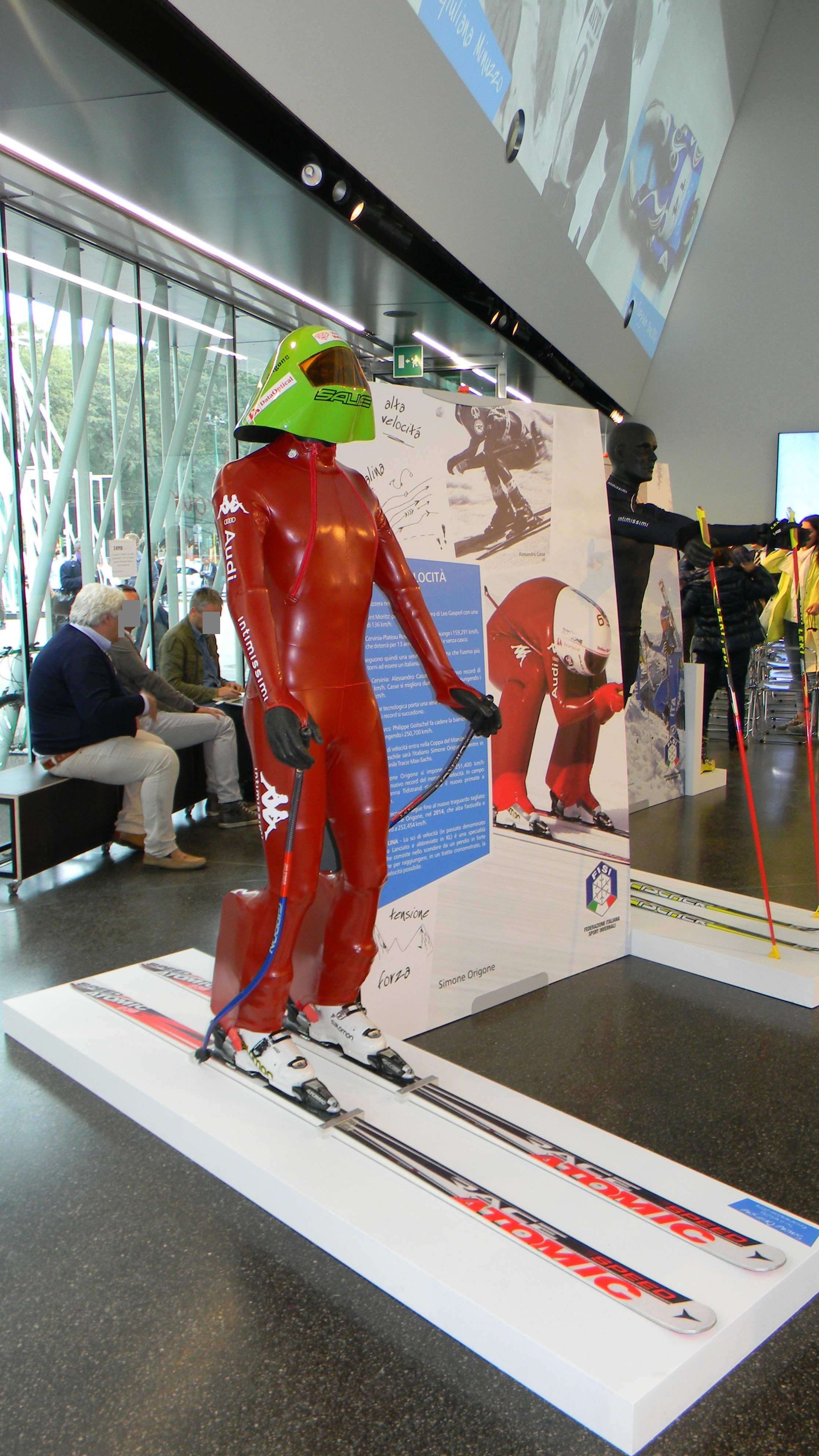
L'équipement utilisé par Origone pour le record mondial de vitesse à Vars en 2014.

#### 2006
Il établit en 2006 le record du monde avec 251,40 km/h atteints en avril 2006 aux Arcs (Savoie) lors du Pro Mondial de ski de vitesse et devient ainsi « The fastest non motorized man on earth » ou « The fastest non motorized sportsman on earth », soit : « L'homme (ou le sportif) non motorisé le plus rapide du monde ».

#### 2014
Le 31 mars 2014, il bat son record à Vars pendant le Speed Master, et porte la marque à 252.454 km/h.

#### 2015
Le 3 avril 2015, il bat à nouveau son propre record à Vars : vitesse enregistrée à 252.632 km/h sur la piste du KL.

## Palmarès

### Championnats du monde
- Champion du Monde FIS en 2005, 2007, 2009, 2011 et 2013

- Vainqueur Pro World Championships en 2004, 2006, 2008 et 2009
- Vainqueur Speed Master 2010 (ex Pro World Chiampionships)

### Coupe du monde
- Vainqueur du classement général : 2004, 2005, 2006, 2007, 2009 et 2010, 2011 et 2013

Avec 8 Coupes du Monde FIS en Ski de Vitesse, Simone Origone est le skieur ayant gagné le plus de fois le fameux globe de cristal FIS par discipline (à égalité avec Ingemar Stenmark et ses 8 globes en slalom et 8 en slalom géant).
Après eux viennent Marc Girardelli (Général) , Hermann Maier (Super G) , Franz Klammer (Descente) et Kjetil André Aamodt (Combiné) avec 5 Coupes du Monde, puis Alberto Tomba (Slalom) (Slalom Géant) avec 4 Coupes du Monde.